# Критон (Платон)
«Крито́н» (згідно з правописом «Крітон») — діалог Платона, написаний в 399—385 роках до н. е. Описує розмову Сократа, засудженого до страти, і його друга Критона. Сократ обґрунтовує необхідність покори законам, навіть якщо вони несправедливі.

## Зміст
Вступ. Старий друг Сократа, Критон, пробирається до в'язниці, де його утримують. Дочекавшись його пробудження, Критон повідомляє про скору страту Сократа. Але філософ відповідає на це тільки усмішкою.
Перша частина. Критон каже, що відмовившись від порятунку, Сократ втратить пошану своїх друзів. Люди звинуватять Критона в небажанні врятувати видатного філософа. Той відповідає, що більшість людей нездатні ні на велике добро, ні на велике зло. Тому йому нічого боятися думки інших.
Критон запевняє, що він і його друзі не бояться переслідування за порятунок учителя. Сократа ж вони надійно сховають за межами Афін, а відмовляючись від цього, він вчиняє таку ж несправедливість, як його вороги. Філософ цим прирікає свою родину на біди, робить дітей сиротами, а друзів звинуватять у боягузтві. Проте Сократ непорушний, він впевнений, що розум, який відображають закони, вищий за думку більшості.
Сократ твердить, що його втеча стане відповіддю несправедливістю на несправедливість і злом на зло.
Друга частина. Сократ веде мову наче від особи самих законів. Згідно з законами утворюються сім'ї, відбувається навчання і виховання, тому вони важливіші за самих людей. Не можна порушувати вимоги держави і батьківщини задля однієї людини.
Закони говорять, що дають змогу тим, хто незгідний з ними, покинути державу. Якщо закони недосконалі, їм можна або підкоритися, або ж удосконалити. Сократ більше за інших довів свою покору законам, довіряючись батьківщині, а не іншим країнам. На суді він міг вимагати вигнання замість страти, але батьківщина для нього дорожча.
Якби Сократ порушив закон, це спричинило б переслідування його близьких. Його самого, родину і однодумців назвуть злочинцями, негідними жити ні вдома, ні за кордоном, недостойними вчити людей та виголошувати свої філософські міркування.
Висновок. Сократ називає озвучені законами аргументи неспростовними. Філософ лишається у в'язниці в очікуванні страти.

## Основні ідеї
Сократ виступає прихильником законів, порівнюючи їх з родиною, яка виховує і опікується людьми. Він погоджується, що закони можуть бути недосконалими і неправильно використовуються. Тоді їх слід обговорювати, замінювати новими, але вже прийнятий закон мусить виконуватися.
Погодившись на втечу, Сократ порушив би угоду з Афінами, зганьбивши таким чином свої ідеали та вчення. Це наклало б ганьбу на добрих та справедливих людей. Втеча заради сім'ї та друзів теж не є раціональною, оскільки інтереси держави є вищими.

## Український переклад
- Крітон. Пер. Ю. Мушак. У кн.: Платон. Діалоги. — К.: Основи, 1999. — С. 42—53.